# Richard Kroner
Richard Kroner (8 de marzo de 1884, Breslau – 2 de noviembre de 1974, Mammern) fue un filósofo alemán neohegeliano.

## Estudios
Estudió Filosofía y Literatura en la Universidad de Breslau, con Jacob Freudenthal y Matthias Baumgartner y Sicología con Hermann Ebbinghaus. En el semestre de invierno de 1902 estudió en Berlín con Wilhelm Dilthey y Simmel Georg y a continuación, en el verano de 1903, en Heidelberg, con Kuno Fischer y Wilhelm Windelband. Volvió luego a Breslau donde continuó sus estudios asesorado por Wilhelm Windelband, pero debió interrumpirlos para prestar el servicio militar obligatorio entre 1905 y 1906.
En 1908 obtuvo el doctrado con una tesis sobre Lógica y Estética dirigida por Heinrich Rickert. En esa tesis desarrolló su primera polémica con Husserl.  El 12 de mayo de 1908 se casó en Wroclaw con su amiga de la infancia Alice Kaufmann, de quien nació en 1909 su única hija, Gerda.

## Filósofo
Formado en un ambiente neokantiano, se interesó por la filosofía del valor. Optó por el idealismo, convirtiéndose en uno de los principales hegelianos de su época. Kroner articula los temas hegelianos en una concepción general de la filosofía de la cultura, capaz de explicar el desarrollo histórico de la filosofía clásica alemana conceptual.
Tras publicar un artículo presentando la filosofía de Bergson, fue nombrado en 1912 profesor en Heidelberg. Fue reclutado durante la I Guerra Mundial en la cual luchó como capitán. A partir de 1924 fue profesor de la Universidad Técnica de Dresde. Desde 1928 Kroner tomó la cátedra de Filosofía Pura en la Universidad de Kiel, donde pudo concentrarse más en su especialidad, el idealismo alemán. En el Primer Congreso Internacional de Hegel en La Haya, fue elegido presidente de la recién fundada Federación International Hegel. 
En aplicación de las leyes nazis, en 1934, debido su ascendencia judía, fue "suspendido" de su cátedra en Kiel, y se le impuso un traslado forzoso a la Universidad de Frankfurt, donde a su vez se le "aconsejó" un retiro voluntario urgente, para evitar una mayor lesión personal. Se dedicó entonces a estudiar y escribir en Berlín.
En 1938 se decidió finalmente emigrar a Inglaterra, donde enseñó tres años en Oxford. En 1940, se mudó a los Estados Unidos en donde fue profesor de Filosofía de la Religión en el Union Theological Seminary de Nueva York, desde 1941 hasta su jubilación en 1952.

## Ideas
Para Kroner, la dialéctica hegeliana es la herramienta adecuada para superar pesimismo de Schopenhauer y el individualismo extremo de Nietzsche, dentro de una concepción sistemática que explica la historia. Consideraba que referirse a Hegel significa asumir como actual el problema que Hegel fue capaz de resolver: la reconciliación de la conciencia mundana y la conciencia religiosa, la superación de la antítesis entre la antigüedad y el cristianismo.
Las ideas de Kroner sobre Hegel, incluyendo su mirada desde Kierkegaard, han sido tratadas por algunos pensadores existencialistas, como Lev Shestov y Nikolai Berdyaev.
Su obra más importante Von Kant bis Hegel ("De Kant a Hegel" 1921-1924), una historia clásica del idealismo alemán, escrita desde el punto de vista neohegeliano.

## Obras
- Zweck und Gesetz in der Biologie. Eine logische Untersuchung (1913)
- Kants Weltanschauung (1914)
- Hegel. Zum 100. Todestag (1932)
- Die Selbstverwirklichung des Geistes. Prolegomena zur Kulturphilosophie (1928)
- Von Kant bis Hegel.
  - 1. Band: Von der Vernunftkritik zur Naturphilosophie (1921)
  - 2. Band: Von der Naturphilosophie zur Philosophie des Geistes (1924)
- Hegel's Philosophical Development (1948). Traducción: El desarrollo filosófico de Hegel; Buenos Aires: Editorial Leviatán, 1981.
- Kierkegaard Or Hegel? (1952)
- Speculation in pre-Christian philosophy (1957)
- Selbstbesinnung. Drei Lehrstunden (1958)
- Speculation and Revelation In Modern Philosophy (1961)
- Between Faith and Thought: Reflections and Suggestions (1966)
- Freiheit und Gnade (1969)